# Symfonie nr. 20 (Bruk)
Fridrich Bruk voltooide zijn Symfonie nr. 20 in 2018.
Deze symfonie nr. 20 vormt het middenstuk van een drieluik, die bestaat uit Symfonie 19, deze symfonie en Symfonie nr. 21. Ze hebben een gemeenschappelijk thema in de aanloop en daadwerkelijke Holocaust. Dit thema is duidelijk herkenbaar in de buitensymfonieën, maar is hier alleen de onderliggende gedachte.  Bruk schreef het werk naar aanleiding van zijn zestigjarige trouwdag met Nadezhda en biedt daardoor een iets lichtvoetiger klank tussen de zware buitendelen. Deel 1 (Allegro energetico) is op gebouwd als een thema met variaties, het thema valt op zich weer in twee secties uiteen. De tweede sectie is te herkennen aan pizzicatospel in de strijkers. Deel 2 (Adagietto) verwijst met de intervallen naar sectie A van deel 1; er is voorts een solopartij in de klarinet, het muziekinstrument dat tacet heeft in deel 1. Voor wat ligging in de symfonie verwijst Bruk naar het Adagietto (deel 4) uit Gustav Mahlers Symfonie nr. 5, dat hij schreef voor zijn liefde Alma Mahler. Net als Mahler laat Bruk het overgaan in een vrolijker deel 3 (Lesto), dansachtig.
De totale drieluik werd in 2020 uitgegeven door Toccata Records, of het werk een publiek uitvoering heeft gekregen is niet bekend (gegevens maart 2021). 
Orkestratie:
- 1 klarinet
- 2 trompetten,
- 4 man/vrouw percussie waaronder een voor marimba
- violen, altviolen, celli, contrabassen